# Robert Wells
Robert Wells est un boxeur britannique né le 15 mai 1961 à Londres.

## Carrière
Sa carrière amateur est principalement marquée par une médaille de bronze remportée aux Jeux olympiques de Los Angeles en 1984 en poids super-lourds.

### Jeux olympiques
- Médaille de bronze en +91 kg aux Jeux de 1984 à Los Angeles